# Иваненки
Иваненки — украинский казацко-старшинский, позднее дворянский род.

## История
Род основан Иваном Ионенко, по прозвищу Богатый, который был «Гетманом дубосарским» в Молдавии в конце XVII века. Его сын Григорий Иванович Иваненко переселился на Украину в 1706 году и был полковником Брацлавского полка. Его сын Григорий Григорьевич Иваненко, был переяславским полковником. В свою очередь Иваненки через Иоана Водэ Лютого восходят к молдавскому роду Мушатов.
К этому роду принадлежали: Моисей Михайлович Иваненко (1754 — ок. 1811) — киевский губернский предводитель дворянства (1797-99); Николай Фёдорович Иваненко (1837 — после 1910) — келецкий губернатор, тайный советник (1892); Николай Николаевич Иваненко (1842—1912) — философ, православный подвижник.
Род внесён в I и VI части родословной книги Киевской, Черниговской, Полтавской и Екатеринославской губерний, а а герб — в 8-ю часть «Общего гербовника дворянских родов Всероссийской империи».
Известен участник войны 1812 года подпоручик Л.-гв. Гусарского полка Иваненко Аркадий Григорьевич
Есть ещё несколько родов Иваненко более позднего происхождения. Так известно о шлиссельбургском исправнике Александре Сергеевиче Иваненко «из обедневших курских помещиков»

## Описание герба
Щит разделён горизонтально надвое, в верхней половине в золотом поле находится зуброва голова, пронзённая мечом. В нижней половине в зелёном поле на серебряном блюде положено сердце, пронзённое крестообразно саблею и стрелою.
Щит увенчан дворянскими шлемом и короною со страусовыми перьями, посередине которых горизонтально означены серебряные стрела и сабля, остриями обращённые стрела в правую, а сабля в левую стороны. Намёт на щите золотой, подложенный зелёным. Герб рода Иваненко внесён в Часть 8 Общего гербовника дворянских родов Всероссийской империи, стр. 130.